# كيناز الأدينيلات
كيناز الأدينيلات (بالإنجليزية: Adenylate kinase)‏ واختصارا (ADK) هو إنزيم من ناقلات الفوسفات يقوم بتحفيز تفاعل التحول البيني بين نوكليوتيدات الأدينين (ADP ،ATP وAMP)، والمراقبة المستمرة لمعدلات نوكليوتيدات الفوسفات داخل الخلية. يلعب كيناز الأدينيلات دورا مهما في استتباب طاقة الخلية.

## الركيزة والنواتج
التفاعل الذي يحفزه الإنزيم هو
ATP + AMP ⇔ 2 ADP
يتغير ثابت التوازن حسب الشروط لكنه يقارب الـواحد. ومنه فإن ΔGo هذه المعادلة يقارب الصفر. في الخلايا العضلية لمختلف أنواع الفقاريات واللافقاريات، تركيز الـATP يكون 7-10 أضعاف الـADP في العادة وأكبر بالضعف 100 مرة من تركيز الـAMP. يتم التحكم في معدل الفسفرة التأكسدية بتوفر جزيئات الـADP، ومنه تحاول المتقدرة الحفاظ على مستويات الـATP مرتفعة بفضل العمل المشترك لكيناز الأدينيلات والتحكم في الفسفرة التأكسدية.